# Пенуде
Пенуде (порт. Penude)  —  район (фрегезия) в Португалии,  входит в округ Визеу. Является составной частью муниципалитета  Ламегу. По старому административному делению входил в провинцию Траз-уж-Монтиш и Алту-Дору. Входит в экономико-статистический  субрегион Доуру, который входит в Северный регион. Население составляет 1807 человек на 2001 год. Занимает площадь 1293 ha км².
Покровителем района считается Апостол Пётр (порт. São Pedro). 
Праздник района —  29 июня. 